# Julien Lootens
Julien Lootens (Wevelgem, 2 de agosto de 1876 - Bruxelas, 5 de agosto de 1942) foi um ciclista profissional que defendeu as cores da Bélgica.

## Participações no Tour de France
- Tour de France 1903 : 7º colocado na classificação geral
- Tour de France 1905 : 20º colocado na classificação geral